# Scaphyglottis longicaulis
Scaphyglottis longicaulis es una especie de orquídea originaria de Centroamérica hasta el noroeste de Ecuador. Se encuentra como una epifita creciendo sobre Socratea exorrhiza en Panamá.

## Descripción
Son plantas delgadas, ascendentes, densamente cespitosas, de hasta 25 cm de alto; tallos secundarios teretes, de 2–19 cm de largo, sobrepuestos, revestidos de vainas desde menos de la 1/2 hasta casi toda su longitud, estípite diferenciado, 2-foliados. Hojas lineares, gramíneas, erectas hasta arqueadas, hasta 15 cm de largo y 2–4 mm de ancho. Inflorescencia con 1–varias flores pequeñas, el pedúnculo 8–9 mm de largo, las brácteas florales 3 mm de largo, las flores con un mentón redondeado conspicuo, blancas, a veces con manchitas rosadas, columna, ápice del labelo y antera café-rojizos; sépalos linear-oblongos, ligeramente más anchos por arriba de la mitad, agudos, con ápice conduplicado, acanaliculados, el dorsal 6 mm de largo y 1.9 mm de ancho, los laterales 7 mm de largo y 2 mm de ancho, falcados; pétalos linear-oblanceolados, 6 mm de largo y 0.75 mm de ancho, oblicuos, con ápice agudo y conduplicado; labelo oblongo-cuneiforme, 6 mm de largo y 4 mm de ancho por arriba de la porción apical, 3-lobado en el ápice, abruptamente dilatado, los lobos laterales erectos abrazando la columna, el lobo medio triangular, corto y ancho, agudo, carnoso; columna 6 mm de largo, ligeramente alada la mayor parte de su longitud.

## Distribución y hábitat
Especie común, se encuentra en los bosques húmedos, bosques de galería, en la zona atlántica; a una altitud de 0–400 metros; fl feb, ago–oct; en Belice y desde Guatemala a Colombia. Esta especie se distingue por los tallos delgados, las hojas gramíneas, las flores en los nudos con ovario filiforme largamente pedicelado y el labelo apicalmente 3-lobado.

## Taxonomía
Scaphyglottis longicaulis fue descrita por Sereno Watson y publicado en Proceedings of the American Academy of Arts and Sciences 23(2): 286. 1888.
Etimología
Scaphyglottis: nombre genérico que proviene de griego skaphe, "cóncavo o hueco", y glotta = "lengua", refiriéndose al formato del labio de sus flores.
longicaulis: epíteto latino que significa "con largo tallo".
Sinonimia
- Scaphyglottis unguiculata Schltr.
- Scaphyglottis chocoana I.Bock[6][7]